# Paunküla Mustjärv
Mustjärv, även Paunküla Mustjärv, är en sjö i Estland. Sjöns storlek är 2,8 hektar.Den ligger i landskapet Harjumaa, i den centrala delen av landet, 40 km sydost om huvudstaden Tallinn. Mustjärv ligger 72 meter över havet.